# جوزيف بيتر كوكي
جوزيف بيتر كوكي هو سياسي كندي، ولد في 18 مايو 1858، وتوفي في 28 يوليو 1913. انتخب عضو الجمعية الوطنية في كيبك ‏.